# Lobelia puberula
Lobelia puberula är en klockväxtart som beskrevs av André Michaux. Lobelia puberula ingår i släktet lobelior, och familjen klockväxter. Inga underarter finns listade i Catalogue of Life.